# Zaświercze
Zaświercze – osada w Polsce położona w województwie małopolskim, w powiecie limanowskim, w gminie Słopnice.
W latach 1975–1998 miejscowość administracyjnie należała do województwa nowosądeckiego.